# Le Fouilloux
Le Fouilloux är en kommun i departementet Charente-Maritime i regionen Nouvelle-Aquitaine i västra Frankrike. Kommunen ligger  i kantonen Montguyon som ligger i arrondissementet Jonzac. År 2022 hade Le Fouilloux 760 invånare.

## Befolkningsutveckling
Antalet invånare i kommunen Le Fouilloux
Referens:INSEE